# Ratka
Ratka je obec na Slovensku v Banskobystrickém kraji v okresu Lučenec. Žije zde 329 obyvatel. První písemná zmínka o obci pochází z roku 1929.